# Aconitum yinschanicum
Aconitum yinschanicum là một loài thực vật có hoa trong họ Mao lương. Loài này được Y.Z.Zhao mô tả khoa học đầu tiên năm 1990 publ. 1991.